# Petr I. (biskup vratislavský)
Petr I. († 1111) byl čtvrtý biskup vratislavský (v letech 1073 nebo 1074–1111).
Po smrti vratislavského biskupa Jana I. a po dvou letech sedisvakance byl biskupem zvolen vratislavský scholastik Petr. O jeho původu, působení v úřadu ani případném zapojení do konfliktu mezi polskými knížaty Vladislavem I. Hermanem a jeho syny Zbyhněvem a Boleslavem III. Křivoústým nejsou spolehlivé zprávy. Patrně v jeho době byla rozšířena vratislavská kapitula a archeologicky je doložena výstavba kamenných kostelů.